# Jindřich Štyrský
Jindřich Štyrský (11 de agosto de 1899 - 21 de marzo de 1942) fue un poeta, editor, fotógrafo y pintor checo vanguardista que participó en el movimiento surrealista.
Su obra pictórica es muy diversa y comprende sobre todo ilustraciones y portadas de libros. Su obra literaria incluye estudios sobre Arthur Rimbaud y el marqués de Sade. Se convirtió en miembro de Devětsil en 1923 participando en las diversas exposiciones que realizaba el grupo. Pero también participó en las artes escénicas siendo el director de la parte teatral del grupo Osvobozené divadlo en el que trabajaba con Vítězslav Nezval. 
Sus primeras incursiones en el campo de la edición comenzaron con la publicación Edition 69, poco después editó la revista Erotická en 1930 y también Odeon. Fue pareja de la pintona checa Toyen, con la que viajó a París donde se adscribió al ideal surrealista siendo uno de los fundadores del grupo en la República Checa. En 1935 regresó a París por invitación de André Breton y realizó un reportaje llamado Un après-midi parisien. Su trabajo fotográfico pertenece principalmente a esta época.